# Anoura latidens
Anoura latidens — вид родини листконосові (Phyllostomidae), ссавець ряду лиликоподібні (Vespertilioniformes, seu Chiroptera).

## Середовище проживання
Країни поширення: Колумбія, Гаяна, Перу, Венесуела. Висота проживання від 50 до 2100 м у Венесуелі. Значною мірою пов'язаний з тропічними вічнозеленими лісами. Знаходиться в низинних дощових лісах, листяних лісах, садах і плантаціях.

## Звички
Харчується нектаром, фруктами, пилком і комахами. Лаштує сідала невеликими групами в печерах або дуплах дерев.

## Загрози та охорона
Ніяких серйозних загроз. Зустрічається в національних парках по всьому ареалу.